# Hercostomus fuscipennis
Hercostomus fuscipennis är en tvåvingeart som först beskrevs av Johann Wilhelm Meigen 1824.  Hercostomus fuscipennis ingår i släktet Hercostomus och familjen styltflugor. Inga underarter finns listade i Catalogue of Life.